# 都鍾煥
都鍾煥（：／ Doh Jong-hwan；1954年9月27日—或1955年9月27日或1954年8月25日（陰曆7月27日）—），譜名都鍾基（도종기），字鍾煥，是大韓民國自由派政治人物、詩人，第19至21屆韓國國會議員，曾任共同民主党非常對策委員長（過渡時期黨魁）及韓國文化體育觀光部部長。